# Asaccus
Asaccus Dixon & Anderson, 1973 è un genere di piccoli sauri della famiglia Phyllodactylidae, diffusi principalmente in Medio Oriente.

## Biologia
Sono gechi notturni e di abitudini terrestri. Si nutrono di insetti.

## Tassonomia
Il genere Asaccus comprende le seguenti specie, precedentemente classificate come appartenenti al genere Phyllodactylus:
- Asaccus andersoni Torki, Fathinia, Rostami, Gharzi & Nazari-Serenjeh, 2011
- Asaccus barani Torki, Ahmadzadeh, Ilgaz, Avci & Kumlutas, 2011
- Asaccus caudivolvulus Arnold & Gardner, 1994
- Asaccus elisae (Werner, 1895) - geco dalle dita a foglia di Werner
- Asaccus gallagheri (Arnold, 1972)
- Asaccus granularis Torki, 2010
- Asaccus griseonotus Dixon & Anderson, 1973
- Asaccus iranicus Torki, Ahmadzadeh, Ilgaz, Avci & Kumlutas, 2011
- Asaccus kermanshahensis Rastegar-Pouyani, 1996
- Asaccus kurdistanensis Rastegar-Pouyani, Nilson & Faizi, 2006
- Asaccus montanus Gardner, 1994
- Asaccus nasrullahi Werner, 2006
- Asaccus platyrhynchus Arnold & Gardner, 1994
- Asaccus saffinae Afrasiab & Mohamad, 2009
- Asaccus tangestanensis Torki, Ahmadzadeh, Ilgaz, Avci & Kumlutas, 2011
- Asaccus zagrosicus Torki, Ahmadzadeh, Ilgaz, Avci & Kumlutas, 2011